# Balakrishnampatti
Balakrishnampatti es una ciudad y nagar Panchayat situada en el distrito de Tiruchirappalli en el estado de Tamil Nadu (India). Su población es de 8635 habitantes (2011).

## Demografía
Según el censo de 2011 la población de Balakrishnampatti era de 8635 habitantes, de los cuales 4203 eran hombres y 4432 eran mujeres. Balakrishnampatti tiene una tasa media de alfabetización del 77,28%, inferior a la media estatal del 80,09%: la alfabetización masculina es del 85,97%, y la alfabetización femenina del 69,12%.